# Al-Mazar asz-Szamali
Al-Mazar asz-Szamali – miasto w Jordanii, w muhafazie Irbid. W 2015 roku liczyło 21 201 mieszkańców.